# Flexopecten glaber ponticus
Flexopecten glaber ponticus is een tweekleppig weekdier dat behoort tot de familie mantels (Pectinidae). Het is een van de drie ondersoorten van Flexopecten glaber. De ondersoort werd voor het eerst wetenschappelijk beschreven in een publicatie uit 1889 door Bucquoy, Dautzenberg en Dollfus.
Flexopecten glaber ponticus komt voor in de wateren van de Zwarte Zee. De schelp van deze ondersoort kan een lengte bereiken van 55 mm.